# Fanney Inga Birkisdóttir
Fanney Inga Birkisdóttir (* 17. März 2005 in Reykjavik) ist eine isländische Fußballtorhüterin.

## Karriere

### Vereine
Aus der Jugend von Valur Reykjavík hervorgegangen, wurde sie im Alter von 17 Jahren auf Leihbasis an FH Hafnarfjörður abgegeben. Nach neun Punktspielen in der 1. deild kvenna, der zweithöchsten Spielklasse im isländischen Frauenfußball, kehrte sie zu Valur Reykjavik zurück. Für die erste Mannschaft kam sie in drei Spielzeiten in 45 Punktspielen in der Besta deild kvenna, der höchsten Spielklasse zum Einsatz.
Seit 2025 Vertragsspielerin des schwedischen Erstligisten BK Häcken, kam sie für diesen am 19. April 2025 (4. Spieltag) beim 3:1-Sieg im Heimspiel gegen den Växjö DFF zu ihrem Debüt. Ihr zweites Punktspiel bestritt sie am 19. Juni 2025 (12. Spieltag) beim 5:0-Sieg im Auswärtsspiel gegen den Piteå IF.

### Nationalmannschaften
Nachdem Fanney für die Nachwuchsnationalmannschaften des KSÍ der Altersklassen U16 bis U19 in 21 Länderspielen zum Einsatz gekommen war, debütierte sie in der A-Nationalmannschaft, die am 5. Dezember 2023 in Viborg das letzte Spiel der Gruppe A3 im Wettbewerb der Nations-League gegen die A-Nationalmannschaft Dänemarks mit 1:0 gewann. Danach wurde sie in allen sechs Spielen der EM-Qualifikationsgruppe A4 eingesetzt. Am 2. Dezember 2024 unterlag sie mit ihrer Mannschaft der Nationalmannschaft Dänemarks im in San Pedro del Pinatar ausgetragenen Freundschaftsspiel mit 0:2. Sie gehörte dem Kader für die Europameisterschaft 2025 an, wurde im Turnierverlauf jedoch nicht eingesetzt.

## Erfolge
- Isländischer Meister 2022, 2023